# Exelis mundaria
Exelis mundaria är en fjärilsart som beskrevs av Dyar 1916. Exelis mundaria ingår i släktet Exelis och familjen mätare. Inga underarter finns listade i Catalogue of Life.